# قاعدة الملك خالد الجوية
قاعدة الملك خالد الجوية هي قاعدة جوية تابعة للقوات الجوية الملكية السعودية، تقع في الجنوب الغربي من المملكة العربية السعودية في منطقة عسير قرب خميس مشيط، تبعد حوالي 100 كيلو متر عن الحدود السعودية اليمنية، تعتبر مركز قيادة المنطقة الجنوبية، وقاعدة طائرات عمليتي عاصفة الحزم وإعادة الأمل.

## التاريخ
تم تصميم قاعدة الملك خالد الجوية وبنايتها من قبل الولايات المتحدة الأمريكية ، تم بنائها في عام 1960 تملك مدارج معبدة، يوجد في القاعدة طائرات حربية سعودية من نوع إف-15 إي سترايك إيغل.

### حرب الخليج 1991م
وخلال حرب الخليج في عام 1991 ، كانت الطائرات الحربية المشتركة التابعة سلاح الجو الأمريكي و سلاح الجو السعودي و سلاح الجو البريطاني موجود في هذه قاعدة الملك خالد الجوية وكانت تنطلق لقصف أهداف عسكرية لقوات الاحتلال العراقي في الكويت وقصف أهداف عسكرية في العاصمة العراقية بغداد ضمن الحملة الجوية المشتركة لعملية عاصفة الصحراء، يذكر ايضاً ان طائرات سلاح الجو الأمريكي و القوات الجوية الملكية السعودية و سلاح الجو الملكي البريطاني تعبأ بالوقود من القاعدة وتقلع منها.

### عملية عاصفة الحزم وإعادة الأمل في اليمن
كانت قاعدة الملك خالد الجوية تنطلق منها مقاتلات القوات الجوية الملكية السعودية من طراز الإف-15 إي سترايك إيغل ومقاتلات القوات الجوية الإماراتية من نوع إف-16 فايتينغ فالكون لقصف قوات الانقلابيين الحوثيين في اليمن.

## محاولة استهداف القاعدة
- في 15 يونيو 2015، حاولت قوات الحوثيين استهداف قاعدة الملك خالد الجوية بصاروخ سكود، وتم اعتراض الصاروخ الحوثي من قبل قوات الدفاع الجوي الملكي السعودي قبل الوصول إلى القاعدة.[6]

## الاستخدام الحالي
المصدر 
- السرب السادس يحتوي على طائرة إف-15 تابع للقوات الجوية الملكية السعودية.
- السرب الخامس عشر يحتوي على مقاتلات تورنادو تابع للقوات الجوية الملكية السعودية.
- السرب الخامس والخمسون يحتوي على طائرة إف-15 تابع للقوات الجوية الملكية السعودية.
- السرب التاسع والتسعون يحتوي على طائرة يوروكوبتر إيه إس 532 تابع للقوات الجوية الملكية السعودية.
- السرب السرب الرابع عشر يحوي على طائرة بيل 412 تابع للقوات الجوية الملكية السعودية.

## انظر ايضاً
- قاعدة الملك عبد العزيز الجوية
- قاعدة الظهران الجوية